# Dugda
Dugda är en ort i Indien.   Den ligger i distriktet Bokaro och delstaten Jharkhand, i den östra delen av landet, 1 000 km sydost om huvudstaden New Delhi. Dugda ligger 213 meter över havet och antalet invånare är 20 400.
Terrängen runt Dugda är platt. Runt Dugda är det mycket tätbefolkat, med 1 754 invånare per kvadratkilometer. Närmaste större samhälle är Chās, 12,2 km söder om Dugda. I omgivningarna runt Dugda växer huvudsakligen savannskog.